# Syagrus schizophylla
Syagrus schizophylla là loài thực vật có hoa thuộc họ Arecaceae. Loài này được (Mart.) Glassman miêu tả khoa học đầu tiên năm 1968.